# Museo paleontologico e preistorico di Sant'Anna d'Alfaedo
Il Museo paleontologico e preistorico di Sant'Anna d'Alfaedo in provincia di Verona è, come tutti i musei del sistema museale della Comunità montana della Lessinia, profondamente legato al proprio territorio.

## La parte paleontologica
Paleontologico per i ritrovamenti di età cretacica nelle cave di lastame (laste nell'idioma locale), dopo l'inizio dello sfruttamento intensivo delle cave di pietra (preare sempre nell'idioma locale). Le cave sono fortemente concentrate a fianco del monte Loffa e presso la contrade Vezzarde. Contengono la pietra della Lessinia anche detta pietra di Prun.
Il museo fu costituito nel 1961 occupando una sala al pianoterra della sede comunale da Francesco Zorzi, nel 1998 ebbe una nuova sede molto spaziosa e con un progetto scientifico a cura di Lorenzo Sorbini e della Presidente della Biblioteca Comunale di Sant' Anna D'Alfaedo Geny Campostrini. Si arricchì piano piano di pezzi unici al mondo. Il pezzo più importante fu dato al museo da due cavatori (Gino Cabrusà e Riccardo Bortolotti) dopo la scoperta nella loro cava nel 1975 sul Monte Loffa. Si tratta di uno squalo, Cretoxyrhina mantelli, di una lunghezza di circa 5 metri e mezzo. Dovrebbe essere il secondo squalo fossile al mondo per dimensioni. Uno squalo di circa 7 metri è ospitato in un museo di New York.
Lo squalo è in un ottimo stato di conservazione. Il fossile è costituito da 155 vertebre che hanno diametri da 4,5 a 10,5 centimetri con uno spessore di 2. Oltre alle vertebre ci sono 34 denti con una lunghezza fino a 6 centimetri. Il periodo geologico di appartenenza è del Cretaceo superiore come per quasi tutti gli altri pezzi.
Un altro dei tre pezzi unici del museo è una tartaruga marina (Protosphargis veronensis). Scoperta nel 1972 è di difficile restauro. Ha una lunghezza di oltre due metri. Dopo questa grande tartaruga se ne sono ritrovate molte altre, fra le quali una di oltre 50 centimetri con un carapace quasi completo e di ottima qualità.
Il terzo reperto importante è rappresentato da uno squalo (Ptychodus latissimus) con centinaia fra denti e corpi vertebrali. Ha una lunghezza di 40 centimetri ed il perfetto stato di conservazione ne fa un pezzo unico al mondo. Alcuni studiosi ipotizzano che sia simile a specie viventi che vivono su fondali tropicali e che hanno un sistema di masticazione e nutrimento uguali.
Fra i pezzi minori vanno segnalati rettili marini (un grande mosasauro e cheloni), pesci, echinidi ed ammoniti.
È peraltro molto interessante la parte dedicata alla struttura e stratificazione delle cave, dove vengono riportati tutti i nomi dei 72 strati di pietra separati da argilla. I nomi, esclusivamente locali che nascono da un unicum irripetuto nel mondo, prendono i nomi da caratteristiche diverse, ad esempio: Zentil in base alla facilità nell'estrazione; Biancòn, Lastra grigia, Loa rossa per la pigmentazione; Seciar, Seciaròn per l'uso prevalente (seciar tradotto in italiano è secchiaio); Meseta de banco, Pelosa de fondo, Corso ultimo per la loro posizione. Gli strati di lastame, nel loro totale, difficilmente superano uno spessore di 8 metri e si sono formati circa 85 milioni di anni fa.

## La parte Preistorica
Anche la parte preistorica è legata al territorio, in questo caso in comunione con Fumane, comune che a sua volta ha un museo specializzato nella frazione di Molina. È strutturato in maniera da fornire un forte supporto didattico assieme all'esposizione di pezzi della zona. I pezzi preistorici sono stati raccolti prevalentemente nella Lessinia occidentale, nella zona del monte Loffa e in altri siti del comune, nel comune di Fumane, sia dal sito del Riparo Solinas sia nella parte nord del comune e a Stallavena di Grezzana al Riparo Tagliente.
I tempi dei reperti vanno dal Neanderthal di circa 50.000 anni fa del riparo Solinas ai castellieri reti di circa 3000 anni fa fino ad affondare nella protostoria. Si può sottolineare il principale motivo della forte presenza preistorica nella zona per i periodi post Neanderthal: la presenza della selce. In Italia la selce è presente in diverse aree, fra cui la Lessinia e il Gargano sono gli affioramenti più estesi. La selce locale, attraverso una rete di scambi a media-lunga distanza fu distribuita (almeno dal Neolitico all'età del Bronzo) in gran parte dell'Italia settentrionale, in particolare lungo l'asta fluviale dell'Adige e fino all'Appennino emiliano. Ötzi, la mummia glaciale neolitica detta "l'uomo del Similaun" trasportava nel suo marsupio poche selci, preziose in Alto Adige in ragione della distanza dagli affioramenti sud-alpini.
Il pezzo forte del museo è rappresentato dalla esposizione, per ora temporanea, dei due graffiti del riparo Solinas: lo sciamano e l'animale che potrebbe essere un felide (leone, leopardo o gatto selvatico) o un mustelide (ermellino, donnola o puzzola). Nella fauna dell'Aurignaziano di Fumane erano presenti tutte queste specie. Gli studiosi, confrontando i reperti con una statua in avorio dello stesso periodo trovata nel Vogelherd nel Giura Svevo (ed esposta nel Landesmuseum Württemberg), si stanno orientando verso la rappresentazione di un felide.